# Bo Holten
Pour les articles homonymes, voir Holten (homonymie).
Bo Holten, né le 22 octobre 1948, est un compositeur et chef d'orchestre danois.
Il a été le premier chef des ensembles vocaux qu'il fonda respectivement en 1979 et en 1996 : Ars Nova (Copenhague) et Musica Ficta (en), ainsi que principal chef invité des BBC Singers. Il dirigea Ars Nova de 1979 à 1996. En décembre 2007, il est nommé chef principal du Chœur de la Radio flamande (nl) à Bruxelles.
Il a composé plus de 100 œuvres, dont 7 opéras, 2 comédies musicales, 2 symphonies et 5 concertos. Il a aussi composé plusieurs trames sonores de film, dont celle d'Element of Crime de Lars von Trier.

## Œuvres choisies
- Sinfornia concertante pour violoncelle et orchestre (1985-1986)[1]
- Concerto pour clarinette et orchestre (1990)
- Visdom og Galskab (Sagesse et Folie), œuvre fondée sur des textes de l'Ancien Testament pour soprano et chœur mixte (1993)
- Operation Orfeo (en), considéré comme l'opéra danois contemporain le plus souvent joué (1992)[1]
- The Marriage of Heaven and Hell, six poèmes d'après William Blake, pour douze solistes ou chœur à douze parties (1992–1995)
- Gesualdo, opéra (2003)
- Livlægens Besøg (La Visite du médecin royal), opéra inspiré du roman de Per Olov Enquist et composé sur un livret d'Enquist et d'Eva Sommestad Holten (2007-2008)[1]. Il traite des mêmes personnalités que le film Liaison royale de Nikolaj Arcel.